# Jaromír Kincl (spisovatel)
Jaromír Kincl (19. října 1930, Praha – 26. dubna 2019, tamtéž) byl český spisovatel a televizní redaktor a scenárista, autor knih pro děti, tvůrce pohádkové postavy skřítka Rákosníčka.

## Život
Roku 1949 maturoval na Obchodní akademii v Praze a pak pracoval jako úředník. V letech 1952–1975 působil v nakladatelství Naše vojsko jako plánovač a pracovník propagace a současně byl v letech 1968–1975 redaktorem v časopisu Zápisník. Pak pracoval v knihkupectví. V 60. letech 20. století začal časopisecky publikovat povídky. Autorsky se podílel na parodických kabaretních pásmech divadla Paravan a začal spolupracovat s Československou televizí jako scenárista řady večerníčků a s Vladimírem Branislavem se podílel na pořadu Zvědavá kamera. Napsal rovněž řadu textů k časopisecky vydávaným komiksům Gustava Kruma.
V 70. a 80. letech vytvořil (původně pod pseudonymem Karel Vlček a ve spolupráci s televize propuštěným Vladimírem Branislavem) scénáře k večerníčkovým sériím o skřítku Rákosníčkovi. Po roce 1989 pracoval v Československé, resp. České televizi. Roku 1994 odešel do důchodu.
Knižně debutoval roku 1980 didaktickou knížkou pro děti Povídačky pro prvňáčky. Postava Rákosníčka se objevila poprvé v leporelu Jak Rákosníček chytal hejly roku 1987 a souborná vydání jeho příhod začala vycházet od roku 1996 s ilustracemi Zdeňka Smetany. Většina těchto příběhů vyšla rovněž na zvukových nosičích. V této své tvorbě, podobně jako například Emil Šaloun, rozvíjel poetiku moderní české pohádky Václava Čtvrtka.

## Výběrová bibliografie

### Satirická pásma
- Provede to Bambas aneb kabaret se služebním předurčením pro vojáky, texty písní autor a Pavel Kopta, Praha: DILIA 1962.
- Šach-mat, aneb, Za řekou je bubu, Praha: DILIA 1963, společně s Antonínem Hodkem.
- Nástup na kulturu (1963), divadelní pásmo určené pro vojenské kabarety, s Pavlem Boškem.
- Co dělat po páté: literární kabaret, Praha: ÚDA 1966 společně s Pavlem Boškem.

### Texty ke komiksům
- Vinnetou, podle prvního dílu románu Karla Maye, čtrnáctideník Zápisník 23/1964–26/1966, tvorba na dalších dílech byla na příkaz z vyšších míst zastavena, knižně 2002.[5]
- Poklad na ostrově, podle stejnojmenného románu R. L. Stevensona, Zápisník 8/1967–9/1968, knižně 1970.[6]
- Tarzanův návrat, podle druhého a třetího dílu románového cyklu E. R. Buroughse, Zápisník 18/1968–23/1969, knižně 1991.[7]
- Kapitán Blood, podle románu Rafaela Sabatiniho, Zápisník 1–20/1970, knižně 1988.[7]
- Král Madagaskaru, podle stejnojmenného románu Desidera Galského, časopis Pionýrská stezka 1/1975–4/1976, knižně 2002.[8]

### Scénáře k televizním animovaným večerníčkům
- Kodýtkova detektívní kancelář (1970), třináct diíů, režie Eva Sadková.
- Rákosníček a hvězdy (1975), třináct dílů, společně s Vladimírem Branislavem pod pseudonymem Karel Vlček, režie Zdeněk Smetana.
- Pohádky dědečka Cypriána (1975), třináct dílů, režie Svatava Simonová.
- Černobílý Petr (1976), třináct dílů, režie Vladimír Lehký.
- Robinzoni z Kronborgu (1978), pět dílů, režie Pavel Kraus.
- Pohádky z květináče (1978), třináct dílů, režie Svatava Simonová.
- Zázraky bez čarování (1981), třináct dílů, režie Garik Seko.
- Rákosníček a jeho rybník (1983), třináct dílů, režie Zdeněk Smetana.
- Rákosníček a povětří (1987), třináct dílů, režie Zdeněk Smetana.
- Kleofášovy trampoty (1989), třináct dílů, režie Miloš Nesvadba.

### Knihy
- Povídačky pro prvňáčky, Praha: Panorama 1980, didaktická pohádka o školním skřítkovi.
- Jak Rákosníček chytal hejly, Praha: Panorama 1987, leporelo.
- Rákosníček a hvězdy, Praha: Svoboda 1996, příběhy dobráckého, neposedného a zvědavého skřítka, který je trochu popleta.
- Rákosníček a rybník, Praha: Albatros 1998.
- Rákosníček a počasí, Praha: Albatros 1999.
- Heřmánek a Mařinka, Praha: Albatros 2000, vyprávění o bylinkové pohádkové apatyce.